# Río Gennes
El río Gennes es un curso natural de agua que fluye en la Región de Magallanes y desemboca en la bahía San Nicolas, península de Brunswick, en la ribera norte del estrecho de Magallanes. 
Este río es también llamado río San Ramón, pero utilizamos el nombre dado en el mapa del Instituto Geográfico Militar, ver "Trayecto" y SERNATUR

## Historia
Luis Risopatrón lo describe en su Diccionario Jeográfico de Chile:: 819 
San Ramon (Rio de) 53° 50' 71° 07' Es de lecho estrecho i curso tortuoso, recorre un ancho valle cubierto de bosques, tiene 1 a 2 m de profundidad en sus últimos 3 kilómetros, está obstruido comunmente por troncos de árboles i desagua con cerca de 100 m de ancho, en la bahía de San Nicolás, del estrecho de Magallanes; presenta un banco o barra en su desembocadura. 1, XI, p. 285; 4, p. 274 i carta de Córdoba'(1788); 155, p. 283, 718 i 724; i 165, p. 464; de Gennes en 1, xxvi, p. 143; i 34, i, p. 132; i del Valle Grande en 1, vii, p. 506 (Sarmiento de Gamboa, lebrero de 1580).